# Quilly (Loire-Atlantique)
Pour les articles homonymes, voir Quilly.
Quilly est une commune de l'Ouest de la France, située dans le département de la Loire-Atlantique, en région Pays de la Loire.

## Géographie

Situation de la commune de Quilly dans le département de la Loire-Atlantique

### Situation
Quilly est située à 13 km au nord de Savenay.
Les communes limitrophes sont Campbon, Sainte-Anne-sur-Brivet, Guenrouet et Bouvron.

### Géographie humaine
Les principaux hameaux sont : La Renais, La Crochardais, La Pilardais, Le Grand-Betz, Le Petit-Betz, Le Pont de Quilly, La Douettée, La Perrière, La Potironnerie, Le Bois Joli, Le Parc.

### Climat
Pour des articles plus généraux, voir Climat des Pays de la Loire et Climat de la Loire-Atlantique.
En 2010, le climat de la commune est de type climat méditerranéen altéré, selon une étude du CNRS s'appuyant sur une série de données couvrant la période 1971-2000. En 2020, Météo-France publie une typologie des climats de la France métropolitaine dans laquelle la commune est exposée à un climat océanique et est dans la région climatique  Bretagne orientale et méridionale, Pays nantais, Vendée, caractérisée par une faible pluviométrie en été et une bonne insolation. 
Pour la période 1971-2000, la température annuelle moyenne est de 12,1 °C, avec une amplitude thermique annuelle de 13 °C. Le cumul annuel moyen de précipitations est de 770 mm, avec 12,2 jours de précipitations en janvier et 5,9 jours en juillet. Pour la période 1991-2020, la température moyenne annuelle observée sur la station météorologique de Météo-France la plus proche, sur la commune de Blain à 14 km à vol d'oiseau, est de 12,1 °C et le cumul annuel moyen de précipitations est de 837,6 mm,. Pour l'avenir, les paramètres climatiques de la commune estimés pour 2050 selon différents scénarios d'émission de gaz à effet de serre sont consultables sur un site dédié publié par Météo-France en novembre 2022.

## Urbanisme

### Typologie
Au 1er janvier 2024, Quilly est catégorisée bourg rural, selon la nouvelle grille communale de densité à sept niveaux définie par l'Insee en 2022.
Elle est située hors unité urbaine. Par ailleurs la commune fait partie de l'aire d'attraction de Nantes, dont elle est une commune de la couronne,. Cette aire, qui regroupe 116 communes, est catégorisée dans les aires de 700 000 habitants ou plus (hors Paris),.

### Occupation des sols
L'occupation des sols de la commune, telle qu'elle ressort de la base de données européenne d’occupation biophysique des sols Corine Land Cover (CLC), est marquée par l'importance des territoires agricoles (91,4 % en 2018), une proportion sensiblement équivalente à celle de 1990 (92 %). La répartition détaillée en 2018 est la suivante : 
prairies (73 %), terres arables (11,8 %), zones urbanisées (6,8 %), zones agricoles hétérogènes (6,7 %), eaux continentales (1,7 %). L'évolution de l’occupation des sols de la commune et de ses infrastructures peut être observée sur les différentes représentations cartographiques du territoire : la carte de Cassini (XVIIIe siècle), la carte d'état-major (1820-1866) et les cartes ou photos aériennes de l'IGN pour la période actuelle (1950 à aujourd'hui).

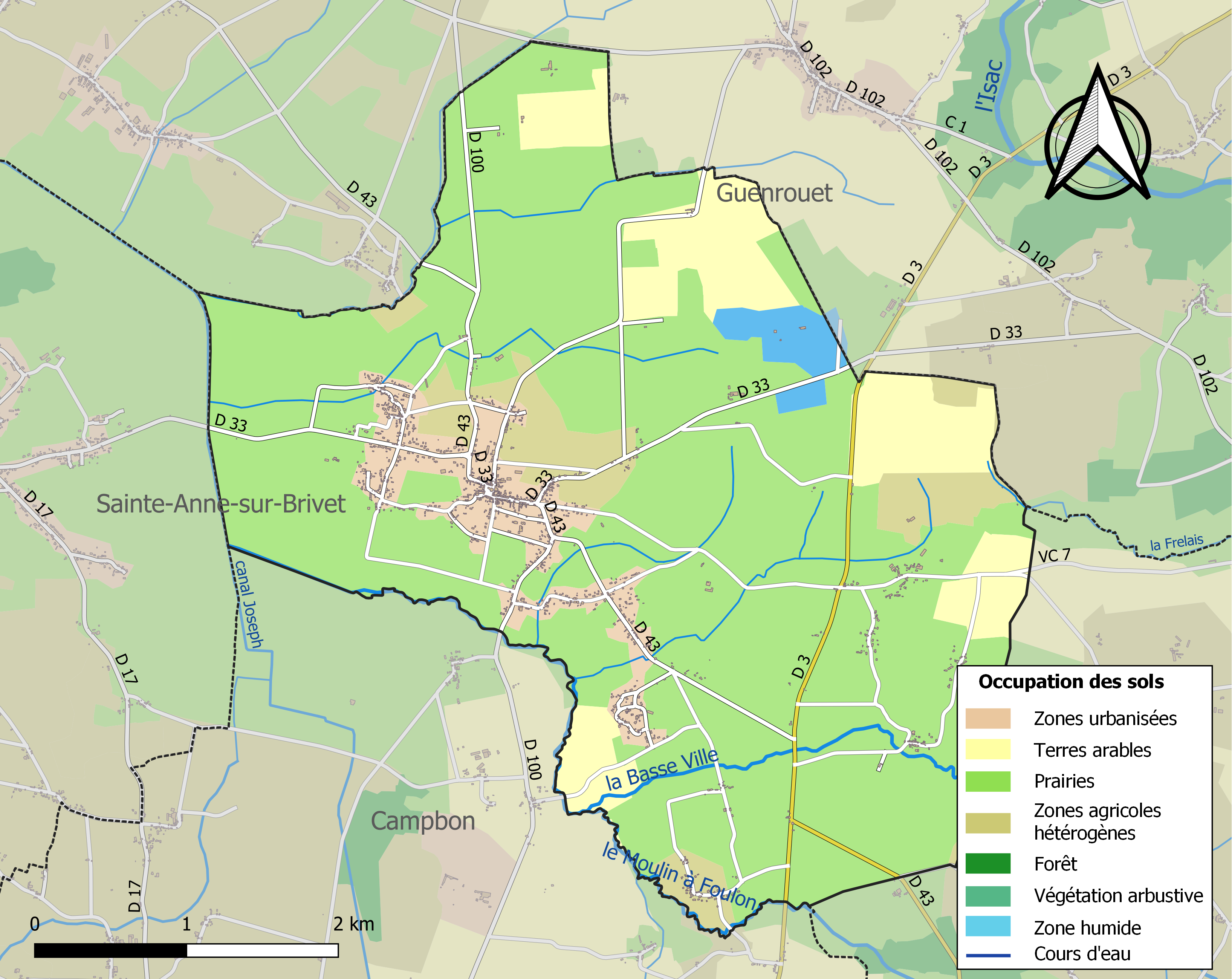
Carte des infrastructures et de l'occupation des sols de la commune en 2018 (CLC).

## Toponymie
Le nom de la localité est attesté sous les formes Quillic en 1187, Quilly en 1287.
Selon certaines sources, Quilly  pourrait signifier « bocage » ou « Bosquet ».
Quilly possède un nom en gallo, la langue d'oïl locale :  Qhili ou Qili, deux graphies qui correspondent aux deux variantes de prononciation relevées : [cili] ou [kili],.
En breton, son nom actuel est Killig.
Homonymie avec l'ancienne commune de Quily, dans le Morbihan.

## Histoire
Le bourg est construit près d'une voie romaine: on y a découvert des restes de cette époque, notamment une statuette d'un Dieu lare (protecteur du foyer) accroupi[réf. nécessaire]. L'église paroissiale de Saint-Solenne date de 1845. À 2,5 km se trouve la Chapelle de Planté.
Le nom de la commune est d'origine bretonne et signifie bocage. Il s'agit du pluriel du mot kael (clôture). Il témoigne de l'implantation bretonne au cours du haut Moyen Âge.

## Héraldique
| Blason | Blasonnement : D'azur à la bande d'argent chargée du mot « QUILLY » en lettres de sable posées à plomb, un village d'argent brochant à la base de la bande, cette dernière accompagnée à senestre d'une coupe surmontée d'un coq gaulois du même, les deux posés sur une champagne du même chargée de sillons de sable rayonnant à partir du village, à la fleur d'argent feuillée de sinople brochant à dextre ; au comble d'argent chargé de dextre à senestre d'une gerbe de blé, d'une clé plate posée en barre, d'une fourche posée en bande, d'une moucheture d'hermine, d'une fourche posée en barre, d'une clé plate posée en bande et d'une gerbe de blé, le tout de sable. Commentaires : Le blason représente un village regroupé autour de son église. La terre et ses sillons, les gerbes de blé et les fourches symbolisent l’agriculture. Les clés évoquent les artisans et ouvriers. La coupe surmontée d'un coq gaulois rappelle le sport et la moucheture d'hermine, la Bretagne. Blason remis le 27 juin 1992. |

## Politique et administration
| Période                                  | Période   | Identité             | Étiquette      | Qualité                    |
| ---------------------------------------- | --------- | -------------------- | -------------- | -------------------------- |
|                                          |           |                      |                |                            |
| 1876                                     | 1888      | Pierre Legentilhomme |                |                            |
| 1888                                     | 1891      | Guillaume Jarnoux    |                |                            |
| 1891                                     | 1900      | Pierre Agasse        |                |                            |
| 1900                                     | 1904      | Pierre Oheix         |                |                            |
| 1904                                     | 1927      | Pierre Petel         |                |                            |
| 1927                                     | 1935      | Rogatien Oheix       |                |                            |
| 1935                                     | 1945      | Alfred Orain         |                |                            |
| 1945                                     | 1965      | Jean Lahaie          |                |                            |
| 1965                                     | 1978      | Francis Rousseau     |                |                            |
| 1978                                     | 1990      | Jean-Baptiste Oheix  |                |                            |
| 1990                                     | 2001      | Jean-Charles Laidin  |                |                            |
| mars 2001                                | mars 2014 | Michel Tillard       |                |                            |
| mars 2014                                | En cours  | Valérie Gautier      | Sans étiquette | auxiliaire de puériculture |
| Les données manquantes sont à compléter. |           |                      |                |                            |

## Population et société

### Démographie
Selon le classement établi par l'Insee, Quilly fait partie de l'aire urbaine de Nantes, de la zone d'emploi de Saint-Nazaire et du bassin de vie de Saint-Gildas-des-Bois. Elle n'est intégrée dans aucune unité urbaine. Toujours selon l'Insee, en 2010, la répartition de la population sur le territoire de la commune était considérée comme « peu dense » : 95 % des habitants résidaient dans des zones « peu denses »  et 5 % dans des zones « très peu denses ».

#### Évolution démographique
L'évolution du nombre d'habitants est connue à travers les recensements de la population effectués dans la commune depuis 1793. Pour les communes de moins de 10 000 habitants, une enquête de recensement portant sur toute la population est réalisée tous les cinq ans, les populations de référence des années intermédiaires étant quant à elles estimées par interpolation ou extrapolation. Pour la commune, le premier recensement exhaustif entrant dans le cadre du nouveau dispositif a été réalisé en 2006.

En 2022, la commune comptait 1 541 habitants, en évolution de +11,75 % par rapport à 2016 (Loire-Atlantique : +6,68 %, France hors Mayotte : +2,11 %).
| 1793 | 1800 | 1806 | 1821 | 1831 | 1836 | 1841 | 1846 | 1851 |
| ---- | ---- | ---- | ---- | ---- | ---- | ---- | ---- | ---- |
| 463  | 377  | 482  | 498  | 453  | 767  | 785  | 870  | 917  |

| 1856 | 1861 | 1866  | 1872  | 1876  | 1881  | 1886  | 1891  | 1896  |
| ---- | ---- | ----- | ----- | ----- | ----- | ----- | ----- | ----- |
| 910  | 980  | 1 074 | 1 096 | 1 072 | 1 168 | 1 251 | 1 271 | 1 315 |

| 1901  | 1906  | 1911  | 1921  | 1926 | 1931 | 1936 | 1946 | 1954 |
| ----- | ----- | ----- | ----- | ---- | ---- | ---- | ---- | ---- |
| 1 304 | 1 293 | 1 261 | 1 054 | 964  | 887  | 849  | 901  | 850  |

| 1962 | 1968 | 1975 | 1982 | 1990 | 1999 | 2006  | 2011  | 2016  |
| ---- | ---- | ---- | ---- | ---- | ---- | ----- | ----- | ----- |
| 864  | 837  | 781  | 793  | 859  | 905  | 1 154 | 1 312 | 1 379 |

| 2021  | 2022  | - | - | - | - | - | - | - |
| ----- | ----- | - | - | - | - | - | - | - |
| 1 488 | 1 541 | - | - | - | - | - | - | - |

#### Pyramide des âges
La population de la commune est relativement jeune.
En 2018, le taux de personnes d'un âge inférieur à 30 ans s'élève à 41,9 %, soit au-dessus de la moyenne départementale (37,3 %). À l'inverse, le taux de personnes d'âge supérieur à 60 ans est de 14,7 % la même année, alors qu'il est de 23,8 % au niveau départemental.
En 2018, la commune comptait 717 hommes pour 668 femmes, soit un taux de 51,77 % d'hommes, largement supérieur au taux départemental (48,58 %).
Les pyramides des âges de la commune et du département s'établissent comme suit.
| Hommes | Classe d’âge | Femmes |
| ------ | ------------ | ------ |
| 0,0    | 90 ou +      | 1,3    |
| 3,0    | 75-89 ans    | 4,8    |
| 9,9    | 60-74 ans    | 10,5   |
| 18,3   | 45-59 ans    | 16,1   |
| 27,3   | 30-44 ans    | 25,0   |
| 17,2   | 15-29 ans    | 17,7   |
| 24,2   | 0-14 ans     | 24,5   |

| Hommes | Classe d’âge | Femmes |
| ------ | ------------ | ------ |
| 0,6    | 90 ou +      | 1,8    |
| 6      | 75-89 ans    | 8,6    |
| 15,1   | 60-74 ans    | 16,4   |
| 19,4   | 45-59 ans    | 18,8   |
| 20,1   | 30-44 ans    | 19,3   |
| 19,2   | 15-29 ans    | 17,4   |
| 19,5   | 0-14 ans     | 17,6   |

## Culture et patrimoine

### Lieux et monuments

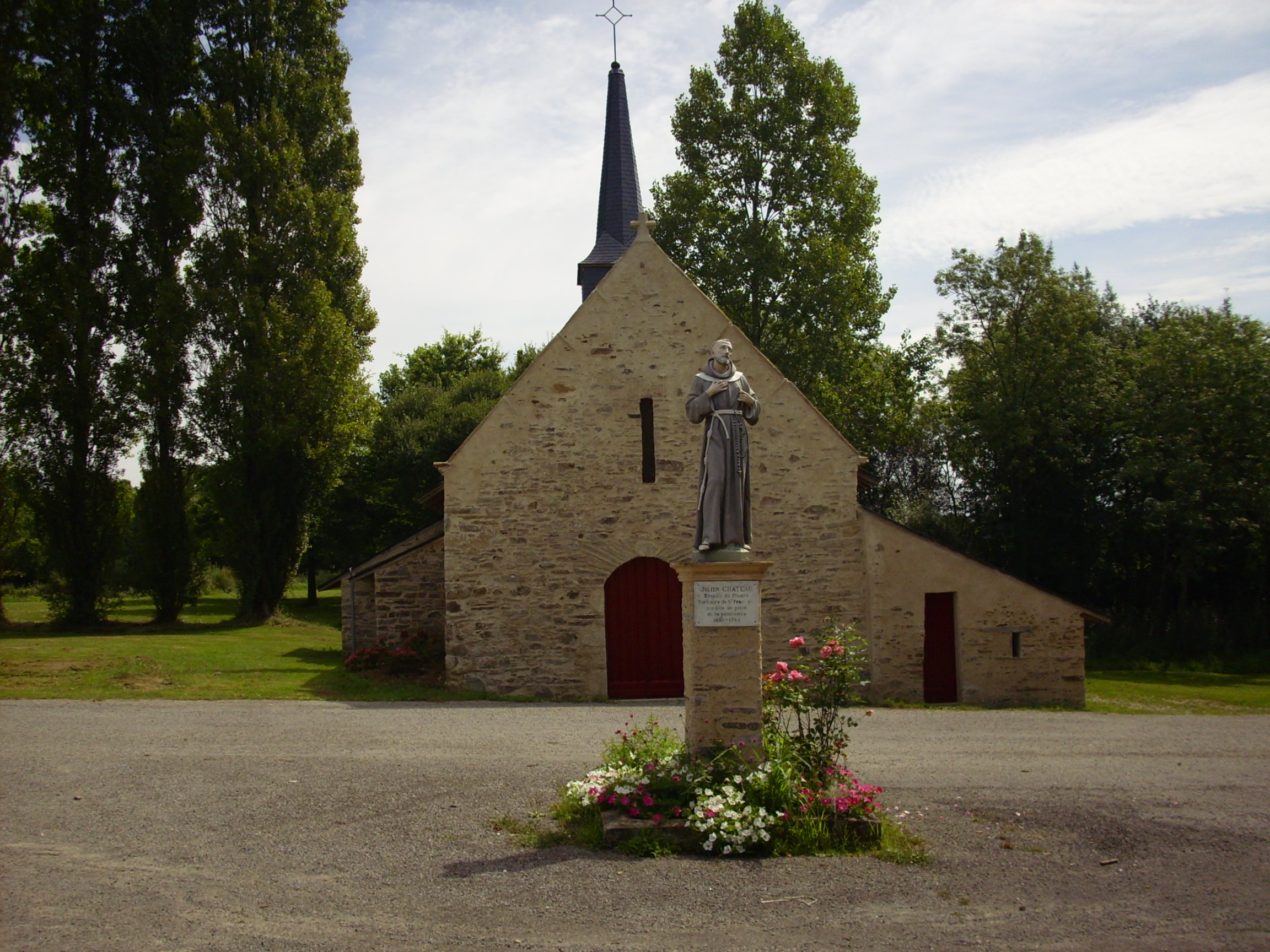
La chapelle de Planté

- Église paroissiale Saint-Solesme, 1845
- Chapelle de Planté
- Moulin de Quilly au XVIIIe siècle il appartenait à la famille du Cambout de Coislin qui demeurait au château de Carheil en Plessé. Le 28 avril 1789, le marquis affirma ce moulin à Pierre Briand mineur émancipé par son mariage. Ce moulin était loué pour 360 livres avec leurs droits de moutures des vassaux et sujets suivant la coutume. Vendu comme biens d'immigrés à Joseph Potiron pour 6 250 francs.Rentré en France, le marquis racheta son moulin 6 000 francs [24]

### Tourisme
L'association de Randonnées Pédestre « de l'Estuaire au Sillon » a créé deux circuits : l'un de 9 km, l'autre de 11 km, avec la Chapelle de Planté pour point d'arrivée.